# Blåkläder
AB Blåkläder er en svensk producent af arbejdsbeklædning. Virksomheden blev etableret i 1959 og har hovedkvarter i Svenljunga, Västergötland. Deres årsomsætning er på 1,3 mia. SEK.
Blåkläders arbejdsbeklædning inkluderer tøj, sko og handsker.
Blåkläder er oprindeligt et navn for arbejdstøj i grovere blåt stof og kendt på svensk siden 1878.